# Vượng Giác
Vượng Giác (Phồn thể: 旺角, Bính âm: Wàngjiǎo, Tiếng Anh: Mong Kok/Mongkok), viết tắt là MK, là một khu vực hành chính thuộc quận Du Tiêm Vượng, tây Cửu Long, Hồng Kông.
Vượng Giác là một trong những khu vực mua sắm lớn của Hồng Kông, với các ngành công nghiệp chủ yếu là bán lẻ, nhà hàng, và giải trí. Trên phim ảnh, khu vực này thường được mô tả là nơi Hội Tam Hoàng điều hành các hộp đêm, bar, và tiệm massage. Với Mật độ dân số cực cao 130.000 người/km², nơi đây được Sách Kỷ lục Guinness ghi nhận là nơi có Mật độ dân số cao nhất thế giới.